# BBC Four
BBC Four – brytyjski kanał telewizyjny należący do publicznego nadawcy radiowo-telewizyjnego, BBC.

## Charakterystyka
Specjalnością kanału są kultura i sztuka oraz filmy dokumentalne, co pozwala porównywać go do arte czy TVP Kultura. Od poniedziałku do piątku o 20:00 emitowany jest magazyn aktualności międzynarodowych World News Today, przygotowywany w ścisłej współpracy z BBC World News i pokazywany równocześnie na obu kanałach. BBC Four uważany jest za najbardziej intelektualny i wysublimowany spośród kanałów telewizyjnych BBC. Powstał 2 marca 2002 w wyniku gruntownego przekształcenia działającego wcześniej kanału BBC Knowledge.

## Dostępność
BBC Four nadaje codziennie w godzinach 19:00 – 04:00 w miejscu zajmowanym w ciągu dnia przez CBeebies. Kanał ten dostępny jest w Wielkiej Brytanii w naziemnym przekazie cyfrowym, w sieciach kablowych oraz na platformach satelitarnych. Przekaz z satelitów Astra 2E i 2F jest niekodowany. Teoretycznie stacja dostępna jest również przez satelitę Intelsat 907, lecz przekaz ten ma charakter techniczny, jest kodowany i służy naziemnej platformie Freeview.
26 maja 2022 roku dyrektor generalny BBC Tim Davie zapowiedział wyłączenie sygnału telewizyjnego BBC Four w najbliższych latach i przeniesienie go do internetowej usługi nadawcy - Iplayer. Powodem ma być cięcie kosztów.